# Ibrahim Amada
Ibrahim Samuel Amada (* 28. Februar 1990 in Antananarivo), auch einfach Ibrahim Amada genannt, ist ein madagassischer Fußballspieler.

## Karriere

### Verein
Ibrahim Amada stand von mindestens 2008 bis 2010 beim AN Antsika in Antsirabe unter Vertrag. Im Januar 2011 wechselte er nach Algerien. Hier schloss er sich dem Erstligisten JS Kabylie an. 2011 wurde er mit dem Verein aus Tizi Ouzou algerischer Pokalsieger. Hier besiegte man im Finale USM El Harrach mit 1:0. Nach elf Ligaspielen wechselte er im Juli 2011 zum Ligakonkurrenten AS Khroub. Bei dem Klub aus El Chroub stand er eine Spielzeit unter Vertrag. Im Juli 2012 wechselte er für drei Jahre zum Erstligisten USM El Harrach. 2013 feierte er mit dem Verein aus El-Harrach die algerische Vizemeisterschaft. Nach 72 Erstligaspielen, in denen er acht Tore erzielte, wechselte er im Juli 2015 zum ebenfalls in der ersten Liga spielenden ES Sétif. 2015 gewann er mit Sétif den Supercup. Die Meisterschaft feierte er mit Sétif 2017. Über den Erstligisten MC Algier, für den er von 2017 bis 2019 spielte und zum besten ausländischen Spieler gewählt wurde, ging er nach Katar. Hier spielte er für den al-Khor SC und den Al-Markhiya SC. al-Qadisiyah, ein Zweitligist aus Saudi-Arabien, nahm ihn Ende Januar 2022 unter Vertrag. Im Sommer 2022 wurde sein Vertrag nicht verlängert. Im Januar 2024 zog es ihn nach Thailand. Hier unterschrieb er in Ratchaburi einen Vertrag beim Erstligisten Ratchaburi FC.

### Nationalmannschaft
Ibrahim Amada spielt seit 2008 in der Nationalmannschaft von Madagaskar. Sein Debüt gab er am 11. Oktober 2008 im Rahmen der WM-Qualifikation gegen die Elfenbeinküste. Bei dem 3:0-Erfolg wurde er in der 74. Minute für Yvan Rajoarimanana eingewechselt. Bisher bestritt er 40 Länderspiele.

## Erfolge
JS Kabylie
- Algerischer Pokalsieger: 2011

USM El Harrach
- Algerischer Vizemeister: 2012/13

ES Sétif
- Algerischer Meister: 2016/17
- Algerischer Pokalfinalist: 2017
- Algerischer Supercup-Sieger: 2015

## Auszeichnungen
Ligue Professionnelle 1
- Bester ausländischer Spieler: 2019